# Onthophagus palatus
Onthophagus palatus är en skalbaggsart som beskrevs av Antoine Boucomont 1914. Onthophagus palatus ingår i släktet Onthophagus och familjen bladhorningar. Inga underarter finns listade i Catalogue of Life.